# Hepolammi
Hepolammi är en sjö i kommunerna Lojo och Högfors i landskapet Nyland i Finland. Sjön ligger 128,2 meter över havet. Arean är 2 hektar och strandlinjen är 0,67 kilometer lång. Sjön  ingår i Karisåns huvudavrinningsområde.   Den ligger omkring 71 kilometer nordväst om Helsingfors. 